# Atomaria hislopi
Atomaria hislopi är en skalbaggsart som beskrevs av Thomas Vernon Wollaston 1857. Atomaria hislopi ingår i släktet Atomaria, och familjen fuktbaggar. Arten är reproducerande i Sverige.